# L. Ron Hubbard
L. Ron Hubbard o encara Ron Hubbard (Tilden, Nebraska, 13 de març del 1911 - Creston, Califòrnia, 24 de gener del 1986), nom amb què es coneix Lafayette Ronald Hubbard, va ser un escriptor estatunidenc d'obres de ciència-ficció.
Actualment, però, se'l coneix sobretot per haver elaborat, l'any 1950, la "Dianètica", un mètode que va descriure com una "tècnica de desenvolupament personal". I, sobretot, per ser el fundador de la "Cienciologia", moviment que primer va presentar com una filosofia laica, però que el desembre del 1953 va declarar com una religió. A partir d'aleshores es va dedicar supervisar el creixement del que va esdevenir una gran organització mundial, abans de tornar a l'escriptura de ciència-ficció al final de la seva vida.

## Obra
- Dead Men Kill
- The Ethnologist
- Buckskin Brigades
- The Dangerous Dimension
- The Tramp
- Slaves of Sleep
- The Indigestible Triton
- Final Blackout
- Fear
- One Was Stubborn
- Typewriter in the Sky
- The Great Secret
- Ole Doc Methuselah
- Death's Deputy
- The Kingslayer
- To the Stars
- He Found God